# Salehard
Salehard (ruski: Салехард) je upravno središte Jamalskonenečkog autonomnog okruga (Tjumenjska oblast) u Rusiji. Jedini je grad na svijetu koji je smješten točno na polarnici, na 66° 35' sjever i 66° 38' istok.
Broj stanovnika: 32.900 (2002.)

## Povijest
Naselje Obdorsk (ruski: Обдорск) je osnovano 1595. na mjestu hantijskog naselja Polnovat-voža (nom. rus. Полноват-вож) od strane ruskih doseljenika, nakon što je Jermak zauzeo Sibir. Nalazio se na rijeci Obu, i ime mu je vjerojatno došlo od toga.
Kraj oko Obdorska se oslovljavao kao Obdorski kraj, ili Obdoria, kao u punom naslovu ruskih careva.
10. prosinca 1930. godine, postao je glavnim gradom novog okruga Jamalskog (Nenečkog) nacionalnog okruga (nom. ruski: Ямальский (Ненецкий) национальный округ).
Preimenovan je u Salehard 1933. i proglašen gradom 1938. godine. Ime dolazi od nenečkog "sale-harn": "naselje na rtu".
Vremenska zona: Moskovsko vrijeme + 2